# Сереско (Небраска)
Сереско (англ. Ceresco) — селище (англ. village) в США, в окрузі Сондрес штату Небраска. Населення — 919 осіб (2020).

## Географія
Сереско розташоване за координатами 41°3′28″ пн. ш. 96°38′45″ зх. д. / 41.05778° пн. ш. 96.64583° зх. д. (41.057704, -96.645739).  За даними Бюро перепису населення США в 2010 році селище мало площу 1,10 км², з яких 1,09 км² — суходіл та 0,00 км² — водойми.

## Демографія
Згідно з переписом 2010 року, у селищі мешкало 889 осіб у 333 домогосподарствах у складі 256 родин. Густота населення становила 811 особа/км².  Було 350 помешкань (319/км²).
Расовий склад населення:
| - 98,7 % — білих - 0,1 % — корінних американців - 0,1 % — чорних або афроамериканців |

До двох чи більше рас належало 0,8 %. Частка іспаномовних становила 0,7 % від усіх жителів.
За віковим діапазоном населення розподілялося таким чином: 28,7 % — особи молодші 18 років, 61,4 % — особи у віці 18—64 років, 9,9 % — особи у віці 65 років та старші. Медіана віку мешканця становила 35,6 року. На 100 осіб жіночої статі у селищі припадало 101,1 чоловіків;  на 100 жінок у віці від 18 років та старших — 100,0 чоловіків також старших 18 років.
Середній дохід на одне домашнє господарство  становив 72 461 долар США (медіана — 60 500), а середній дохід на одну сім'ю — 78 549 доларів (медіана — 68 875). Медіана доходів становила 47 232 долари для чоловіків та 40 455 доларів для жінок. За межею бідності перебувало 9,5 % осіб, у тому числі 16,7 % дітей у віці до 18 років та 11,9 % осіб у віці 65 років та старших.
Цивільне працевлаштоване населення становило 519 осіб. Основні галузі зайнятості: освіта, охорона здоров'я та соціальна допомога — 20,2 %, транспорт — 15,0 %, роздрібна торгівля — 14,5 %.